# László Németh
László Németh (n. 18 aprilie 1901, Baia Mare, Austro-Ungaria – d. 3 martie 1975, Budapesta, Republica Populară Ungară) a fost un scriitor maghiar.

## Opere
- Iszony (roman), 1945
- Égető Eszter (roman)
- Gyász (roman)
- Irgalom (roman)